# بیسوو
بیسوو (به لاتین: Beysovo) یک منطقهٔ مسکونی در روسیه است که در باشقیرستان واقع شده‌است.